# Alco
American Locomotive Company (ALCo) fue una compañía estadounidense dedicada a diseñar, construir y vender locomotoras a vapor, locomotoras diésel-eléctricas, motores diésel, generadores, piezas forjadas especializadas, acero de alta calidad, tanques armados y automóviles, además de producir energía nuclear. La American Locomotive Company fue creada en 1901 al fusionarse Schenectady Locomotive Engine Manufactory de Schenectady, en el estado de Nueva York, con siete fabricantes más pequeños de locomotoras. La subsidiaria American Locomotive Automobile Company diseñó y fabricó automóviles bajo la marca Alco desde 1905 hasta 1913, y produjo energía nuclear desde 1954 hasta 1962. La compañía cambió su nombre a Alco Products Incorporated en 1955. En 1964 fue comprada por la Worthington Corporation, y entró en bancarrota en 1969.

## Fundación y primeros años

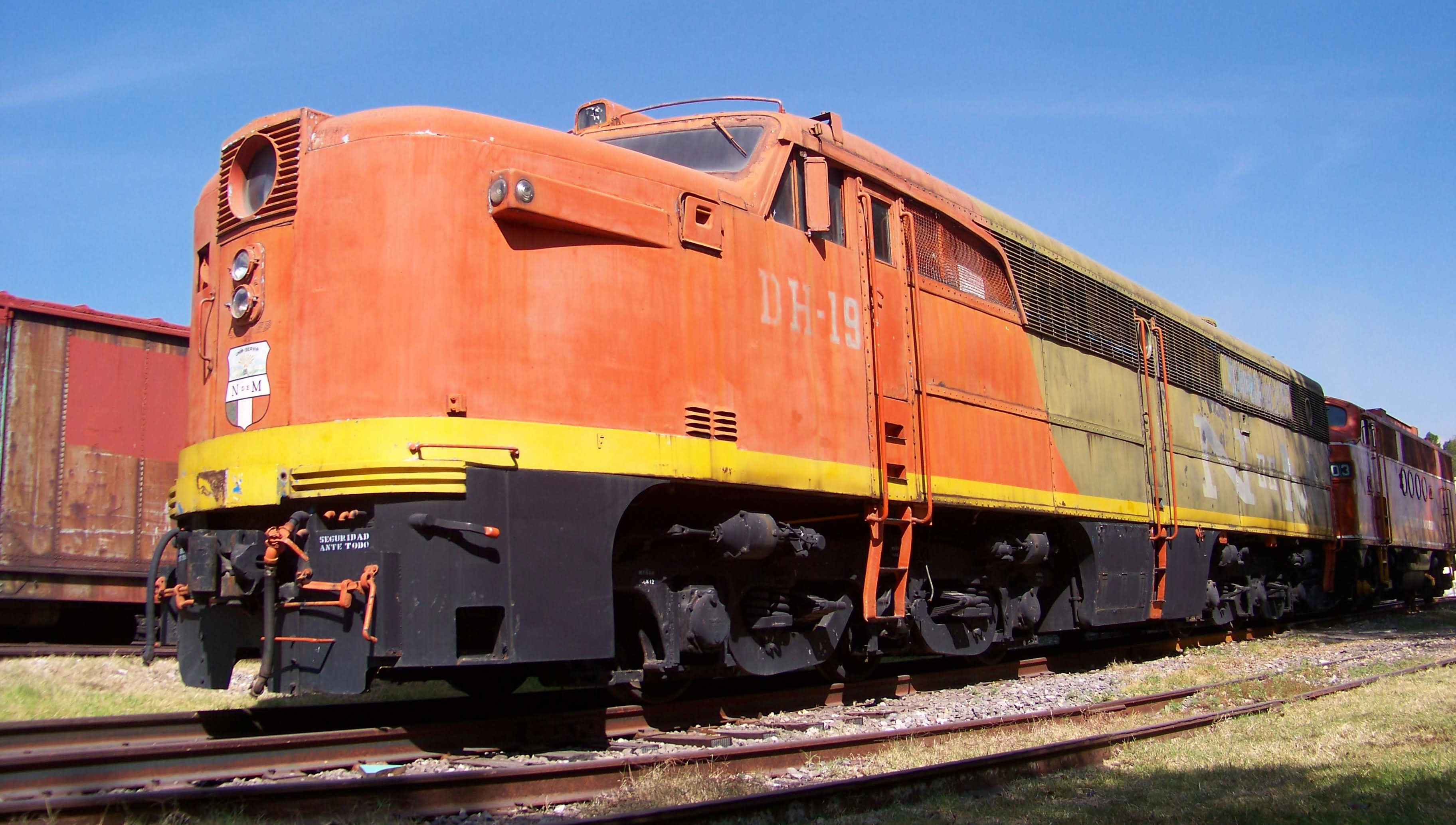
Ex ATSF, Ex D&H, FNM DH-19,
operando en el Museo Nacional de los Ferrocarriles Mexicanos.

La compañía fue creada en 1901 con la fusión de siete fabricantes más pequeños de locomotoras con la Schenectady Locomotive Engine Manufactory de Schenectady, Nueva York:
- Brooks Locomotive Works de Dunkirk, Nueva York
- Cooke Locomotive and Machine Works de Paterson, Nueva Jersey
- Dickson Manufacturing Company de Scranton, Pensilvania
- Manchester Locomotive Works de Mánchester, Nuevo Hampshire
- Pittsburgh Locomotive and Car Works de Pittsburgh, Pensilvania
- Rhode Island Locomotive Works de Providence, Rhode Island
- Richmond Locomotive Works de Richmond, Virginia

La nueva compañía estableció su sede en Schenectady, New York.
En 1904, la American Locomotive Company adquirió el control de la Locomotive and Machine Company de Montreal, Quebec, Canadá, siendo nombrada como Montreal Locomotive Works. En 1905, Alco compró la Rogers Locomotive Works de Paterson, Nueva Jersey, el segundo fabricante más grande de Estados Unidos de locomotoras, después de Baldwin Locomotive Works.
American Locomotive Company operó solo las plantas de Schenectady y Montreal, cerrando todas las restantes.
Después que American Locomotive Company cesó la fabricación de locomotoras en Estados Unidos en 1969, Montreal Locomotive Works continuó con la fabricación basándose en los diseños de Alco.

## Locomotoras a vapor

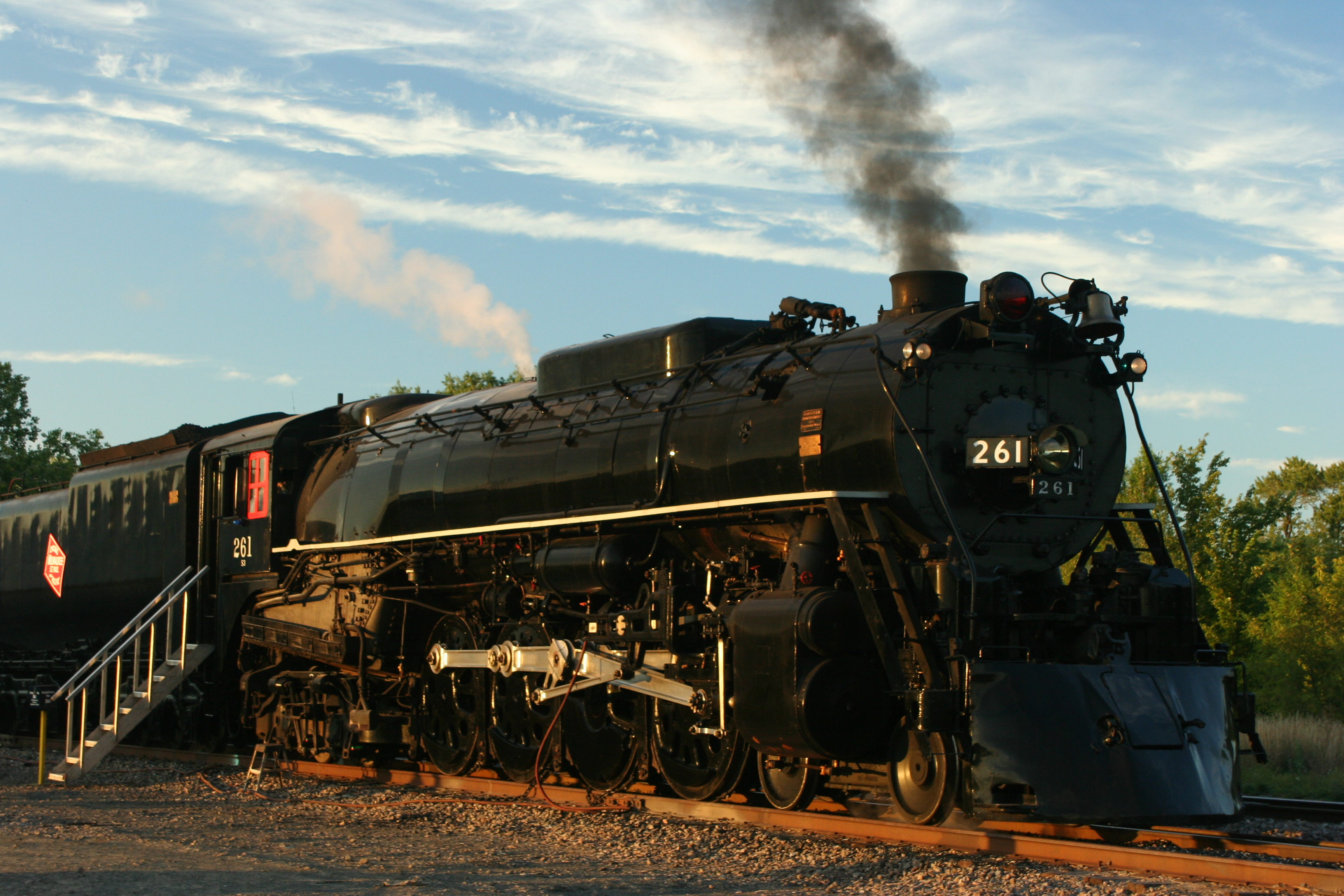
Milwaukee Road 261, una locomotora a vapor 4-8-4 de 1944.

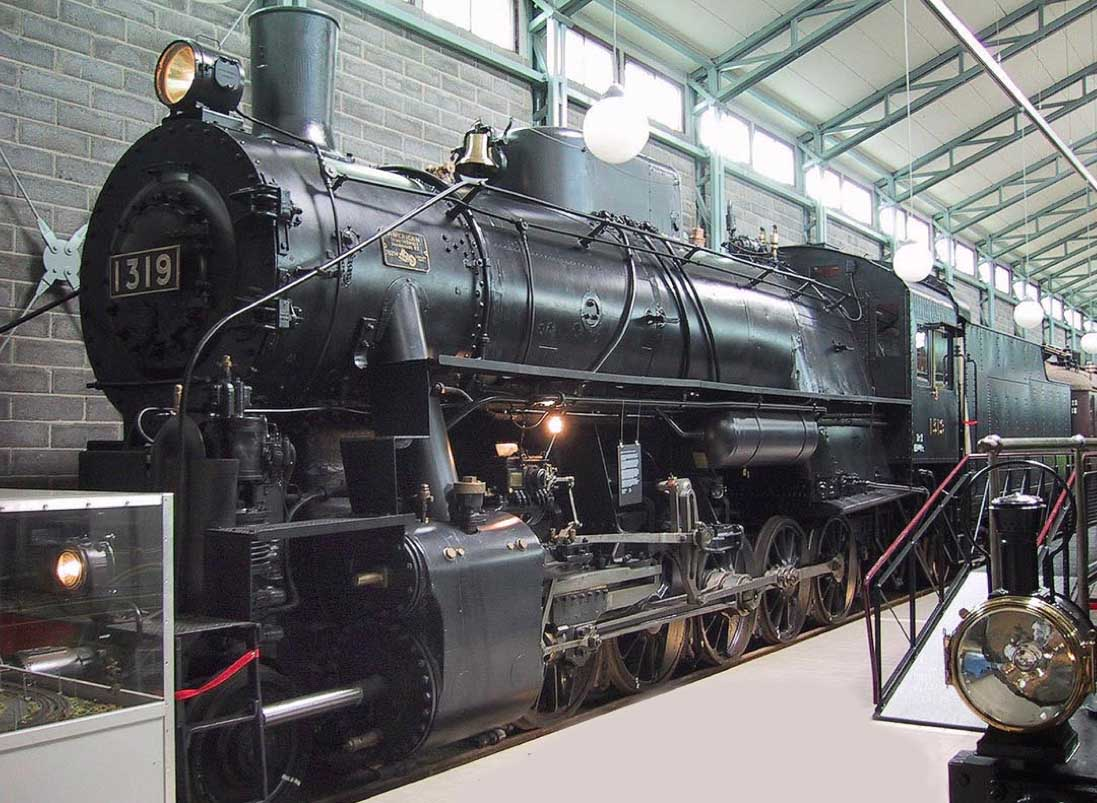
American N° 75214 Tr2 1319 en el Finnish Railway Museum

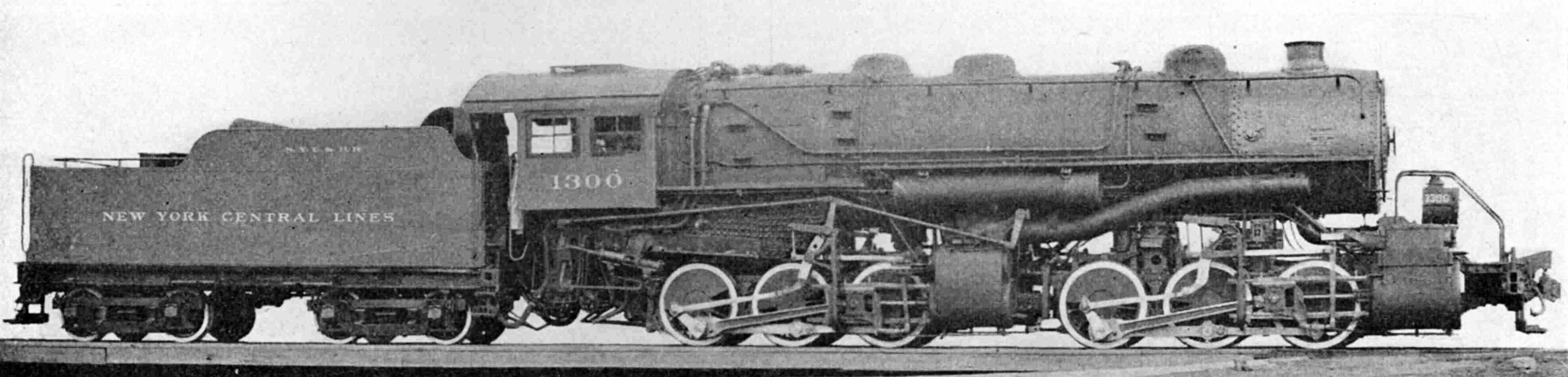
Alco articulada 0-6-6-0 tipo Mallet

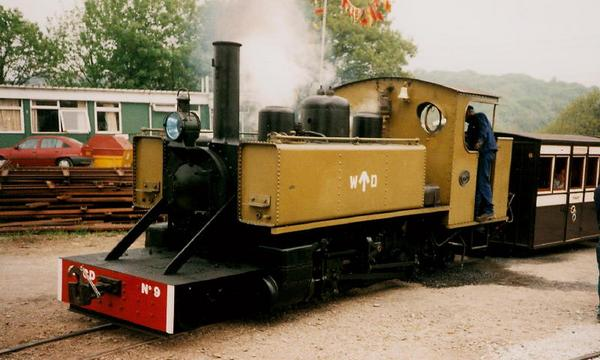
Locomotora ALCO de trocha angosta construida para el War Department Light Railways, durante la PMG.

Alco fue el segundo más grande fabricante de locomotoras a vapor de Estados Unidos (después de Baldwin), produciendo más de 75.000 ejemplares. Entre ellas un buen número de locomotoras muy conocidas. Entre los ferrocarriles que favorecieron los productos de Alco estaban el Delaware and Hudson Railway, el New York, New Haven and Hartford Railroad, el New York Central Railroad, el Union Pacific Railroad y el Southern Pacific. Alco fue conocida por sus locomotoras de vapor, siendo finos ejemplares las 4-6-4 Hudson y las 4-8-4 Niagara construidas para el New York Central y las 4-6-6-4 (Challenger) construidas para el Union Pacific. Alco también construyó muchas de las locomotoras más grandes jamás fabricadas, incluyendo las Union Pacific Big Boy (4-8-8-4).
Además de las locomotoras 4-6-2 del Delaware & Hudson, que usaron rodamientos SKF para las ruedas motrices y bielas en 1924 (la primera del mundo), Alco fabricó la primera locomotora de vapor de serie en Norteamérica en usar rodamientos de rodillos: Timken 1111. Una 4-8-4 commisionada en 1930 por la Timken Roller Bearing Company fue usada por 160.000 km en quince de los mayores ferrocarriles de Estados Unidos antes de ser comprada en 1933 por el Northern Pacific Railway (El Northern Pacific renumeró la Cuatro Aces como N° 2626 y corrió en el North Coast Limited, así como también los trenes entre Seattle, Washington, y Portland, Oregón, y excursiones, hasta 1957).
Durante la Segunda Guerra Mundial, Alco produjo muchas 2-10-0 Decapods para la URSS. Muchas de éstas no se habían entregado para el final de la guerra, y diez unidades fueron vendidas a Finlandia en 1947. Una, numerada por Alco como N° 75214, se encuentra preservada en el Finnish Railway Museum.
Aunque las locomotoras de vapor 4-8-4 para servicio dual mostraron ser una promesa, en 1948 salieron las últimas locomotora de vapor de Schenectady. Fueron siete 2-8-4 "Berkshires" clase A-2a serie 9400 para el Pittsburgh and Lake Erie Railroad. Sus tenders, sin embargo, fueron subcontratados a Lima Locomotive Works, debido a que la planta de tenders de Alco había sido cerrada y convertida para fabricar locomotoras diésel.
Joseph Burroughs Ennis (1879-1955) fue vicepresidente entre 1917 y 1947 y fue responsable del diseño de muchas de las locomotoras fabricadas.

## Automóviles
En 1906, Alco entra en el negocio automotriz, produciendo el automóvil Berliet, de diseño francés, bajo licencia. La producción se realizó en la planta Rhode Island Locomotive Works en Providence, Rhode-Island. Dos años más tarde Alco abandona la construcción de automóviles Berliet para dar paso a la construcción de diseños propios. Los vehículos de Alco ganaron la Copa Vanderbilt en 1909 y 1910, y también compitieron en la primera carrera Indianápolis 500 en 1911, pero al no tener el mismo éxito en las ventas, abandonaron la fabricación de automóviles en 1913. La historia del automóvil Alco es notable porque inició la carrera de automóviles de Walter P. Chrysler, el gerente de la planta, que se fue a Buick en 1911 y posteriormente fundó la Chrysler Corporation en 1925.

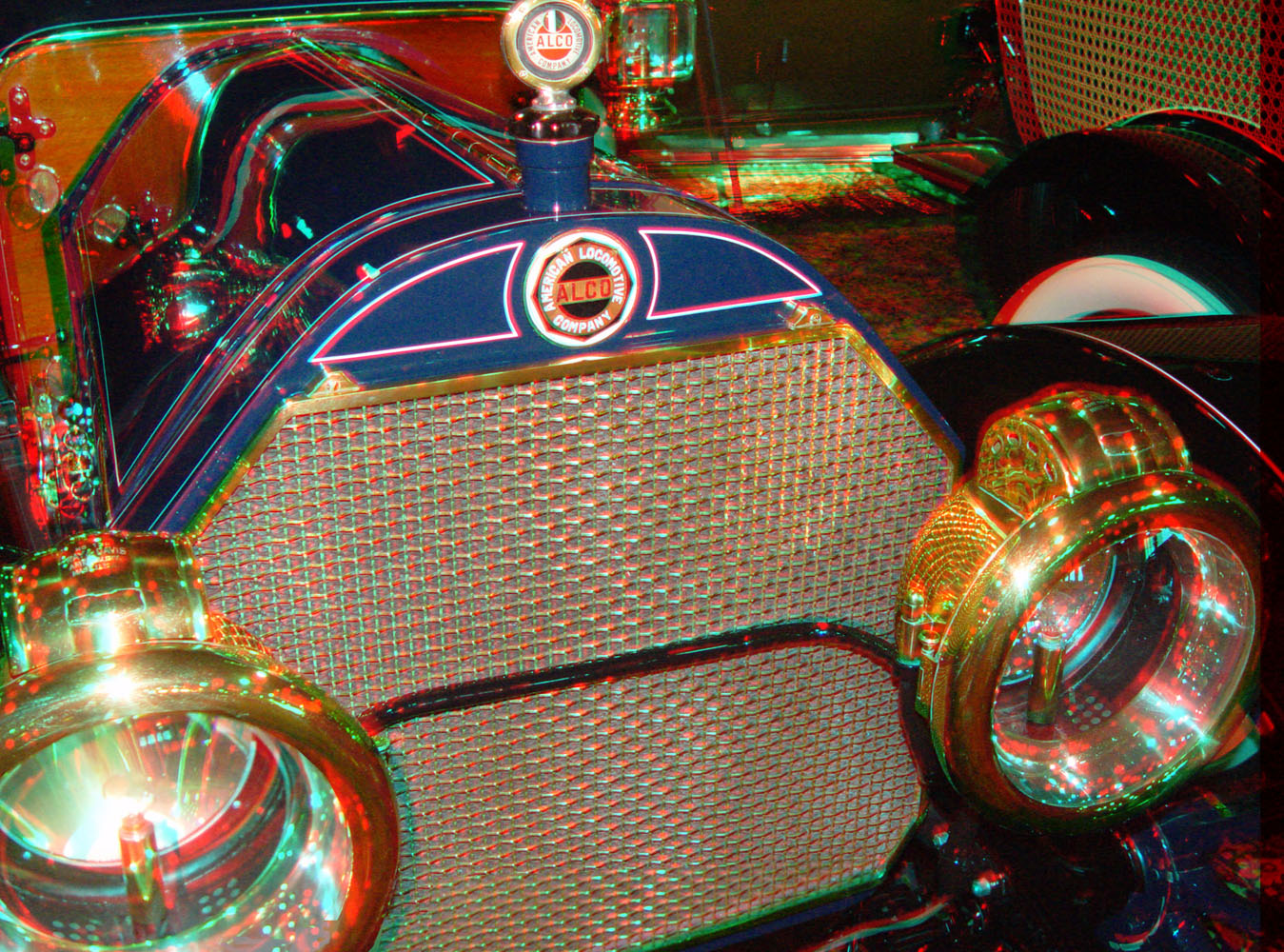
Automóvil producido por Alco (imagen 3D anaglifo).
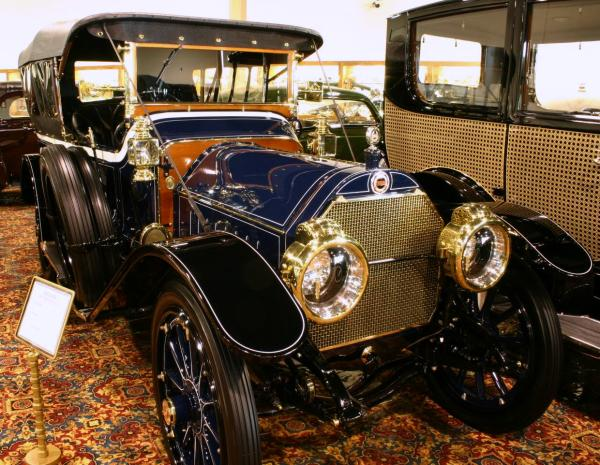
Automóvil Alco del año 1912.
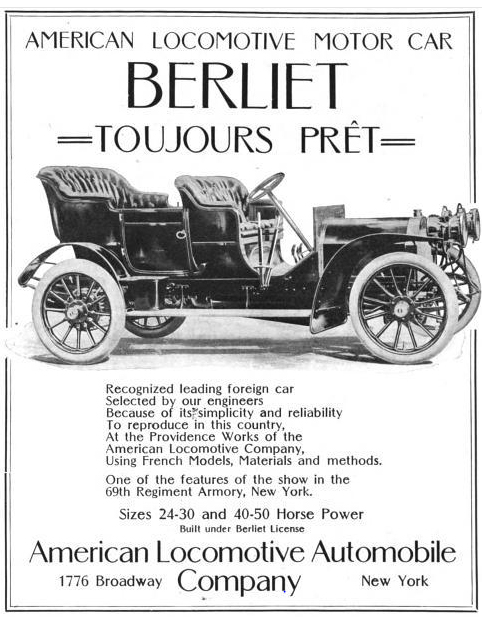
American Locomotive Automobile Company - Berliet - 1906.
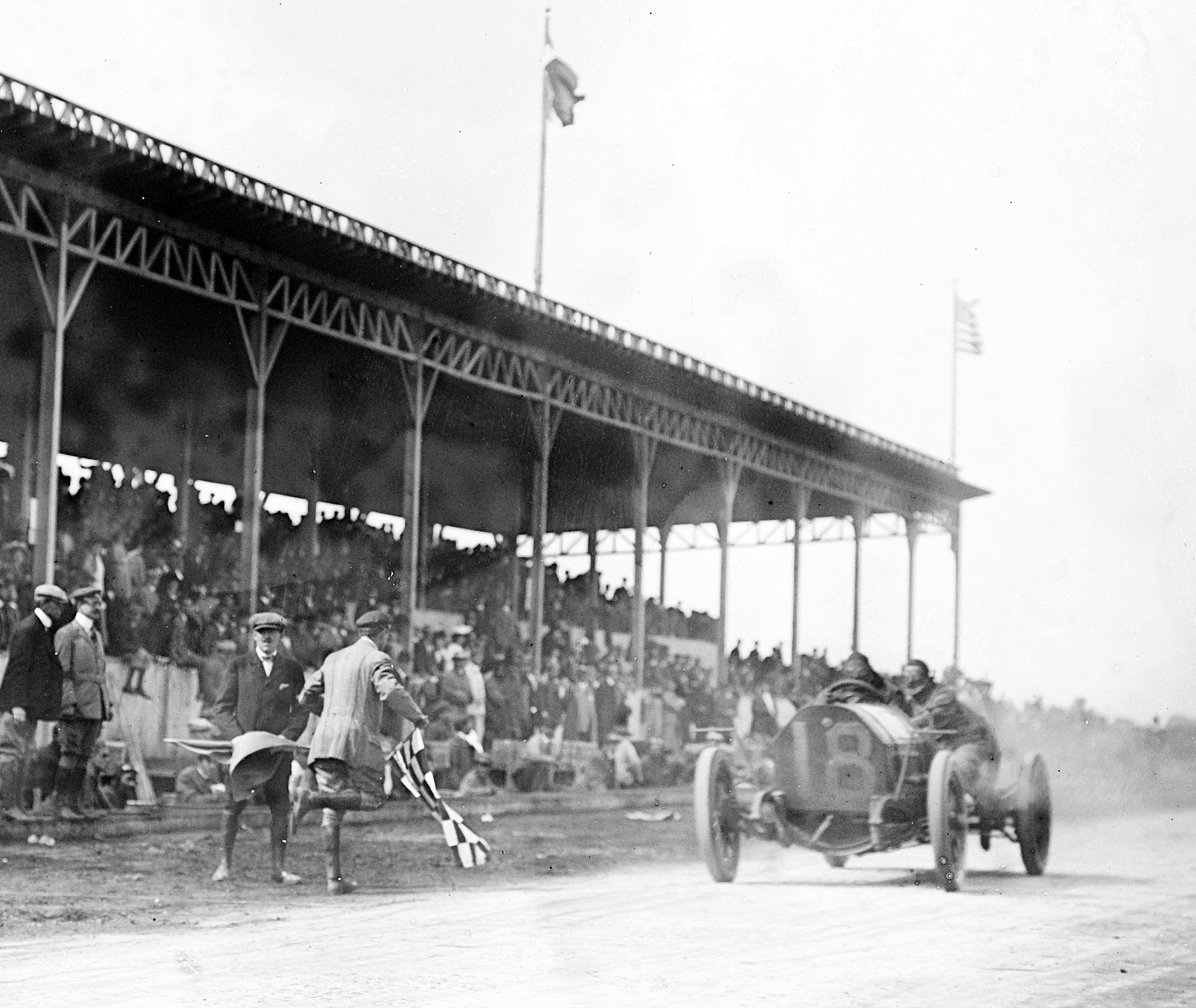
Un Alco ganando la Copa Vanderbilt de 1910.

## Locomotoras diésel-eléctricas

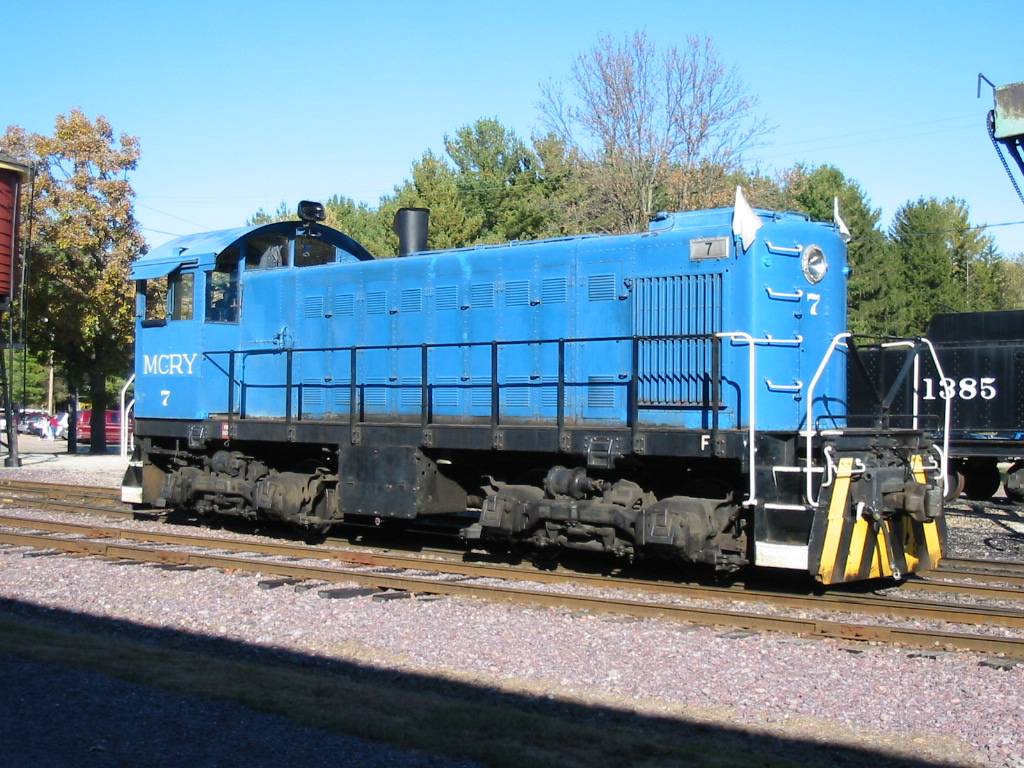
Una Alco S-1 diésel de maniobras trabajando en el MidContinent Railway Museum, North Freedom, WI.

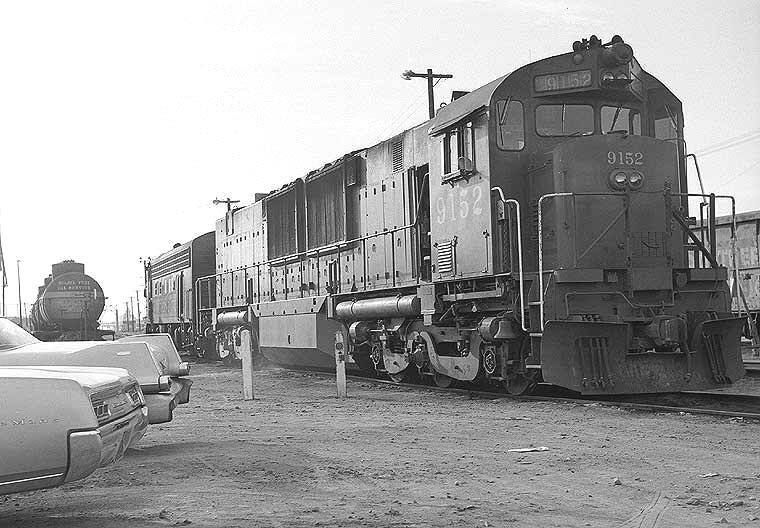
ALCO DH643.

A pesar de que Alco estaba muy comprometida con la locomotora de vapor, produjo la primera locomotora diésel-eléctrica de éxito comercial el año 1924, en un consorcio con General Electric (equipamiento eléctrico) y Ingersoll-Rand (motor diésel). Esta locomotora se vendió al Central Railroad of New Jersey y las locomotoras subsecuentes se vendieron varios ferrocarriles, incluyendo el Long Island Rail Road y el Chicago and North Western Railway.
En 1929 la compañía compró la empresa fabricante de motores "McIntosh & Seymour Diésel Engine Company". Desde ese momento Alco produjo sus propios motores Diésel aunque General Electric continuó siendo el proveedor del equipamiento eléctrico. La transición del vapor al diésel fue supervisada en gran medida por Perry T. Egbert, vicepresidente a cargo de las ventas de locomotoras diésel y más tarde presidente de la compañía. En los años 30 Alco dominaba el mercado de las locomotoras diésel en los Estados Unidos, pero la Electro-Motive Division de General Motors asumió el primer puesto en la comercialización de locomotoras, mediante un mercadeo agresivo, un suministro de capital para el desarrollo de su empresa matriz, y la intervención de los años de guerra. Durante esos años problemáticos, Alco se le asignó la fabricación de locomotoras de maniobras, un puñado de locomotoras ALCO DL-109 de servicio dual y sus probados diseños de vapor, mientras que EMD se le asignó la construcción de locomotoras diésel de carga para línea principal (la producción de locomotoras para servicios de pasajeros fue prohibida por el War Production Board). Esto sucedió porque la revolucionaria locomotora "Alco RS-1", de la categoría "roadswitcher", fue la elegida por el ejército de dicho país para tareas vitales. ALCO fue puesta en la posición 34 entre las corporaciones valoradas para los contratos de la producción de guerra. El buque insignia de la Kriegsmarine, el Tirpitz, y la Luftwaffe amenazaban los barcos aliados que transportaban suministros a la Unión Soviética en el puerto de Murmansk desde las bases en Noruega. Esto era vital para la URSS. Gracias al éxito obtenido en África por el ejército estadounidense, Estados Unidos podía rehabilitar el ferrocarril trans-iraní y extenderlo hasta la URSS, y el modelo de locomotora que eligieron para esa línea ferroviaria fue la RSD-1, una variante de seis ejes y seis motores de tracción del modelo liviano de Alco. No sólo se le prohibió a la compañía que las vendiera, sino que las trece RS-1 construidas fueron requisadas para el trabajo iraní y convertidas a RSD-1. Esto le dio una ventaja a EMD en el mercado que no podía ser superada. Otro factor fue que las locomotoras diésel de Alco estaban compitiendo con sus propios productos de locomotoras de vapor, mientras que EMD no tenía esa superposición. En 1940, Alco y General Electric firmaron una alianza para construir motores diésel bajo el nombre Alco-GE, un acuerdo que duró hasta 1953.
Antes de 1948, Alco poseía el 40% del mercado de las locomotoras diésel. Las unidades tipo PA y FA, así como también la ubicua serie S (660 y 1000 hp) de maniobras y la serie RS (1000, 1500 y 1600 hp) representaron a Alco en esos tiempos de transición. GE se encargó de la producción de los motores de tracción. La completa conversión a locomotoras diésel, desafortunadamente, no significó que Alco pudiera mantener esa producción.
Sin embargo, la compañía continuaba estando en el segundo lugar con respecto a las ventas en el mercado, hasta que General Electric, descontenta con los resultados de su sociedad con Alco, se incorporó al negocio de la producción de locomotoras diésel en 1956. La General Electric tomó rápidamente el segundo lugar en el mercado, e incluso eclipsó la producción de GM-EMD. A pesar de la innovación continua en sus diseños (la primera transmisión de CA-CC entre otras), Alco sucumbió gradualmente a su competencia, en la cual su aliado anterior, General Electric, cumplía un rol importante. Una nueva línea de locomotoras "Century", incluyendo la C630 (la primera con transmisión CA-CC), la C430 y la C636, la primera locomotora de 3.600 hp (2,7 MW), no pudieron mantener la empresa en marcha. El tercer lugar en el mercado demostró ser una posición imposible; los productos de Alco no tenían la reputación de confiabilidad de los productos de GM-EMD, ni soporte al cliente ni la financiación de la General Electric, y los beneficios no eran previsibles. Alco cesó gradualmente la producción de locomotoras, entregando las dos últimas, un par de pilotas T-6 al Newburgh and South Shore Railroad (N° 1016 y 1017) en enero de 1969. Alco cerro su planta de Schenectady más tarde ese mismo año, y vendió sus diseños a la Montreal Locomotive Works de Canadá.

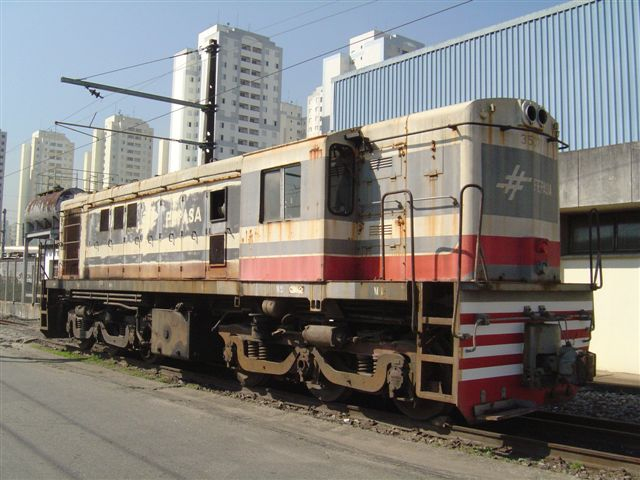
ALCO DL-531 o RSD-8.
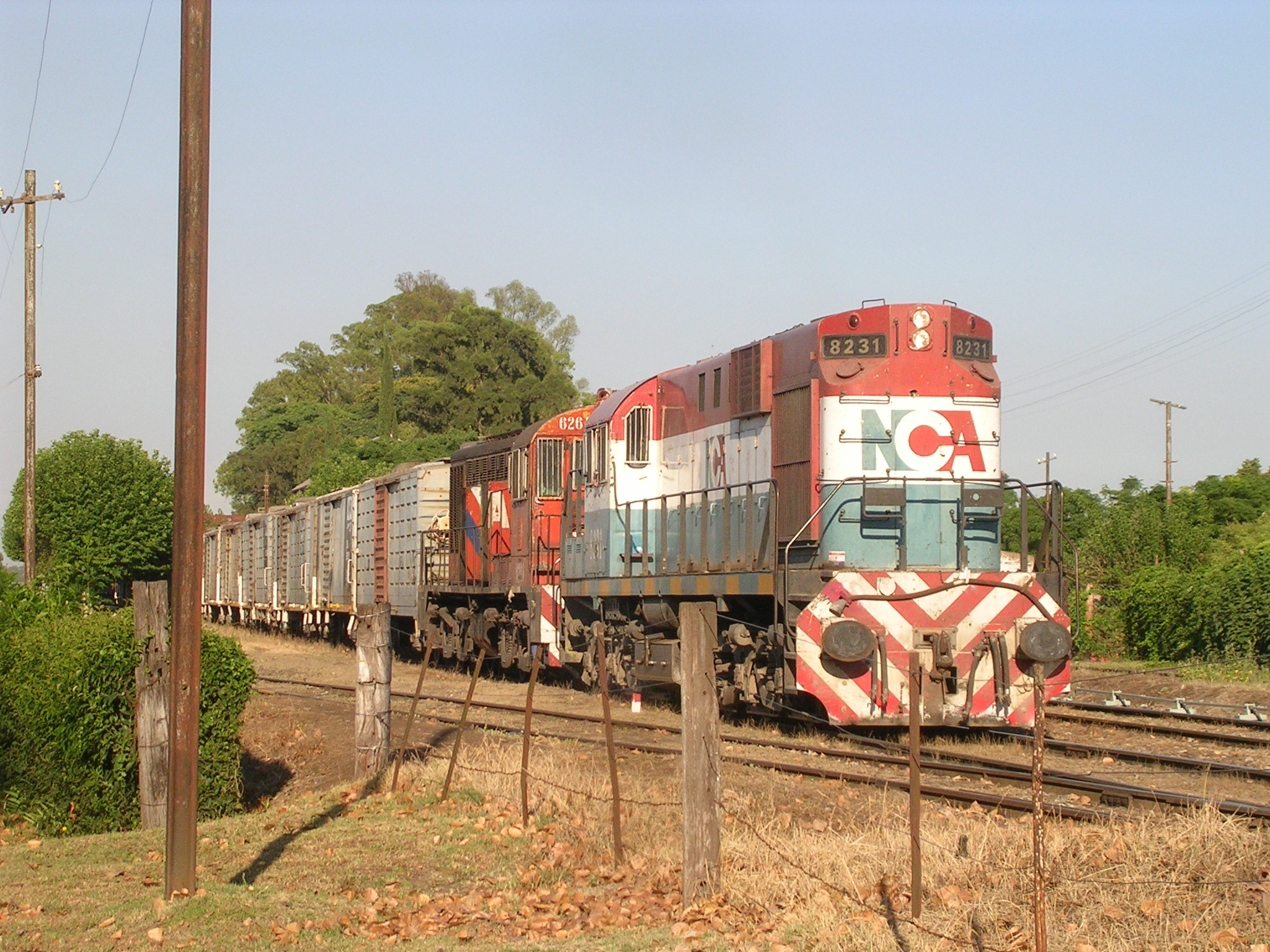
ALCO DL-540 o RSD-16.
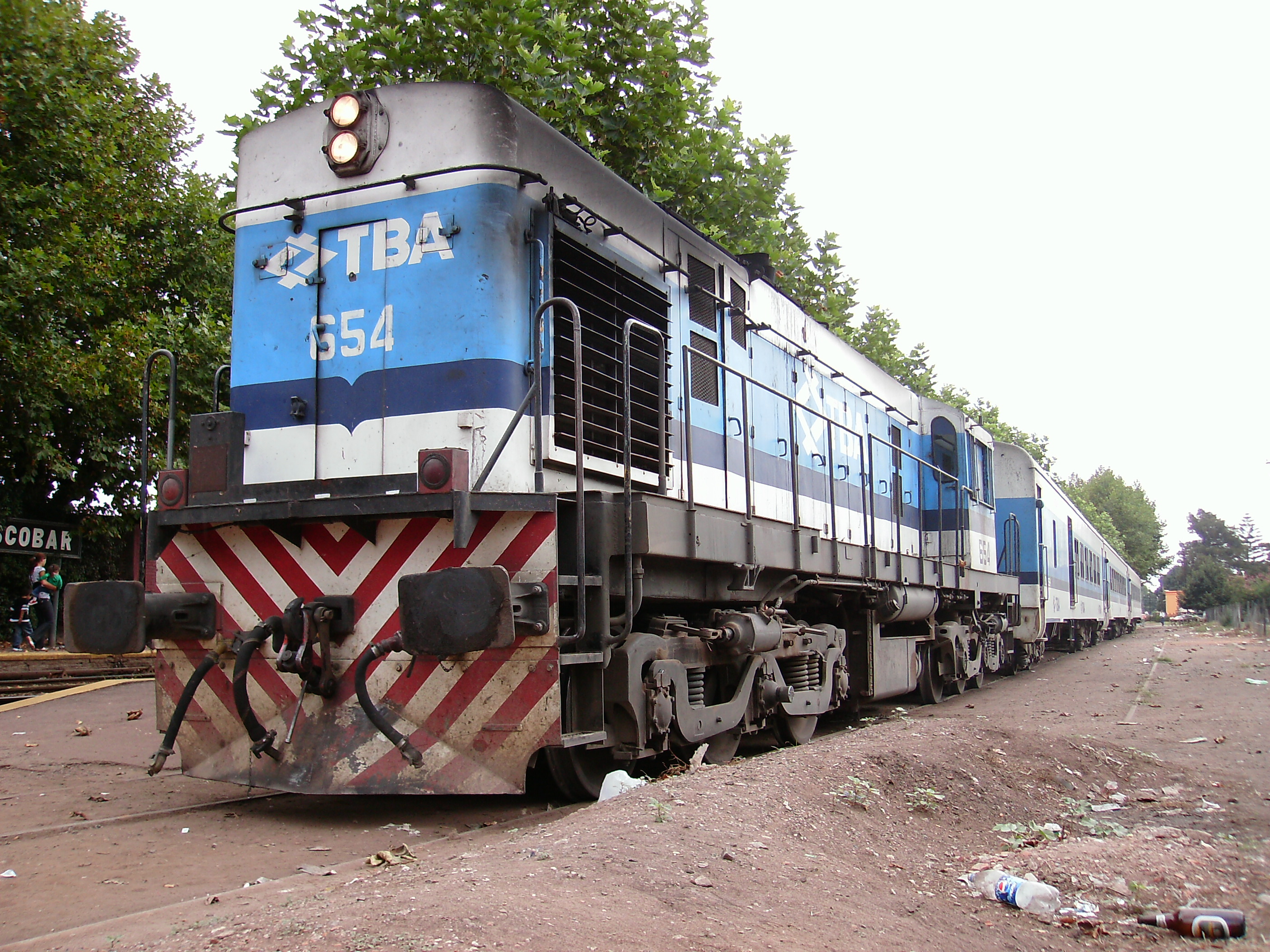
ALCO DL-535 o RSD-39 (Serie 313 de Renfe).
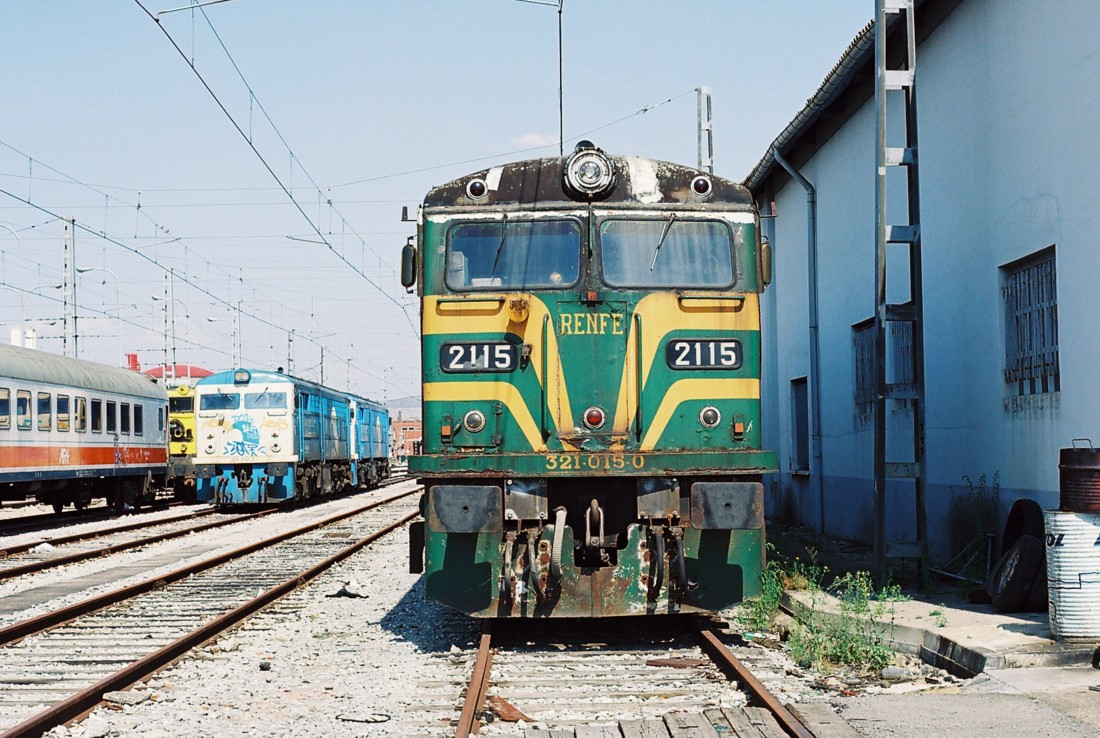
ALCO DL-500S o FPD-9 (Serie 321 de Renfe).